# Institut St. Justinus
Das Institut St. Justinus ist eine katholische Einrichtung zur Heranbildung von Laienkatechisten mit dem Schwerpunkt der Glaubensverkündigung in der heutigen Welt.

## Entstehung und Tätigkeit
Das “Institut St. Justinus” wurde im Jahre 1996 gegründet und hat seinen Sitz in Mariazell (Österreich). Das Institut ist staatlich und kirchlich anerkannt und versteht sich als Werk der Erstverkündigung. Gegründet wurde das Institut von dem Lazaristenpater Josef Herget.
Schwerpunkte der Tätigkeiten des Instituts sind vor allem religiöse Unterweisungen und Informationen, Apostolatsschulungen für freiwillige Mitarbeiter sowie katholischer Glaubensunterricht in verschiedenen Sprachen für Taufbewerber und Katechumenen.
Der Leiter des Instituts ist auch als Vortragsreferent tätig. Als langjähriger Seelsorger in der Türkei widmet er sich insbesondere der Situation der Christen und insbesondere der Konvertiten zum Christentum in diesem Land.

## Lehrgang zur Ausbildung von Katechisten
Um Laien für apostolarische Tätigkeiten zu befähigen, bietet das Institut einen Lehrgang zur Ausbildung von Katechisten (LAK) an. Der LAK wird seit dem Sommersemester 2002 als viersemestriger Fernkurs vom Institut in Zusammenarbeit mit der Hochschule Heiligenkreuz durchgeführt.
Der Lehrgang hat eine fundierte intellektuelle, menschliche und spirituelle Schulung von Katechisten mit besonderer Befähigung, selbständig Taufbewerber verschiedener Altersstufen, Sprachen und Nationalitäten durch das Katechumenat zu führen und auf den Empfang der Taufe vorzubereiten. Der LAK soll den Absolventen ermöglichen, das theoretisch erworbene Wissen sofort in die Praxis umzusetzen. Den Katechisten soll ferner der katholischen Glauben tiefer aus der Hl. Schrift und der Tradition der Kirche heraus verstehbar gemacht werden. Außerdem sollen die Katechisten auf diesem Wege mit theologischen und kultur-spezifischen Kenntnissen ausgestattet werden, die für eine Verkündigung des Evangeliums auch an Taufbewerbern aus anderen Religionen nötig sind.
Der Lehrgang erfolgt nach Richtlinien, die von der Österreichischen Bischofskonferenz approbiert wurden, und schließt mit der kirchlichen Sendung zum Katechisten. Bischöflicher Protektor ist der Erzbischof von Wien.
An diesem Lehrgang können jedoch nicht nur Gläubige aus dem Erzbistum Wien oder Österreich teilnehmen, sondern grundsätzlich alle Interessierten, unabhängig von der Diözese ihres Wohnortes. Der LAK steht – unabhängig von Alter, Beruf oder Stand – allen Katholiken offen, denen die Vertiefung und Weitergabe des katholischen Glaubens ein Anliegen ist.

### Fernstudium
Der Lehrgang zur Ausbildung von Katechisten ist ein Fernkurs und ist so konzipiert, dass weite Teile des Stoffs im Selbststudium erarbeitet werden. Die dazu nötigen Skripten bzw. Bücher werden den Teilnehmern von Beginn an monatlich zugeschickt. Der Fernkurs führt systematisch in vierzehn Fachgebiete der Theologie ein.
Am Ende jedes Semesters findet eine Studienwoche statt, die für alle Teilnehmer verpflichtend ist. Der im Selbststudium erarbeitete Stoff wird besprochen, erweitert und vertieft. Durch Gesprächs- und Diskussionsforen werden offene Fragen geklärt. Die gemeinsame tägliche Eucharistiefeier steht im Zentrum der einzelnen Studienwochen, ebenso die Möglichkeiten für gesonderte Gebetszeiten und Aussprachen.
Während der Studienwoche können die Teilnehmer Prüfungen über die verschiedenen Fächer des Semesters ablegen. Prüfungstermine werden auch während des Jahres an verschiedenen Orten angeboten. Die Noten der abgelegten Prüfungen werden im Studienbuch dokumentiert.
Ort für die jeweiligen Studienwochen ist stets die Philosophisch-Theologische Hochschule Heiligenkreuz bei Wien.

### Praktika
Im Laufe des Kurses wird den Teilnehmern Gelegenheit geboten, mit erwachsenen Taufbewerbern Glaubensgespräche zu führen und den Taufunterricht einzuüben. Eine solche praktische Einübung soll die abstrakt-theoretische Auseinandersetzung mit den Glaubensinhalten bereichern.

## Träger und Leitung
Getragen wird das „Institut St. Justinus“ von dem gleichnamigen Verein. Derzeitiger Leiter des Instituts ist dessen Gründer P. Josef Herget CM.